# Argonaute (NN6)
| «Аргонот»                                                                   | «Аргонот»                                                                                               | «Аргонот»                                                                                               |
| --------------------------------------------------------------------------- | --- | --- |
| Argonaute (NN6)                                                             | | |
|                                                                             | | |
| Схематичне зображення французького підводного човна «Аргонот»               | | |
| Верф                                                                        | Chantiers Schneider et Cie, Шалон-сюр-Сон                                                               | Chantiers Schneider et Cie, Шалон-сюр-Сон                                                               |
| Під прапором                                                                | Франція                                                                                                 | Франція                                                                                                 |
| Належність                                                                  | Військово-морські сили Франції                                                                          | Військово-морські сили Франції                                                                          |
| Порт приписки                                                               | Тулон                                                                                                   | Тулон                                                                                                   |
| На честь                                                                    | Аргонавта                                                                                               | Аргонавта                                                                                               |
| Закладений                                                                  | 19 грудня 1927                                                                                          | 19 грудня 1927                                                                                          |
| Спуск на воду                                                               | 23 травня 1929                                                                                          | 23 травня 1929                                                                                          |
| Введений до складу флоту                                                    | 1 червня 1932                                                                                           | 1 червня 1932                                                                                           |
| На службі                                                                   | 1932—1942                                                                                               | 1932—1942                                                                                               |
| Сучасний статус                                                             | 8 листопада 1942 року затоплений в Орані британськими есмінцями «Акейтіз» та «Весткотт»                 | 8 листопада 1942 року затоплений в Орані британськими есмінцями «Акейтіз» та «Весткотт»                 |
| Бойовий досвід                                                              | Друга світова війна Битва на Середземному морі                                                          | Друга світова війна Битва на Середземному морі                                                          |
| Проєкт                                                                      | | |
| Тип ПЧ                                                                      | прибережний підводний човен                                                                             | прибережний підводний човен                                                                             |
| Основні характеристики                                                      | | |
| Швидкість (надводна)                                                        | 17,5 вузлів (32,4 км/год)                                                                               | 17,5 вузлів (32,4 км/год)                                                                               |
| Швидкість (підводна)                                                        | 9 вузлів (17 км/год)                                                                                    | 9 вузлів (17 км/год)                                                                                    |
| Робоча глибина занурення                                                    | 75 м | 75 м |
| Гранична глибина занурення                                                  | 80 м | 80 м |
| Дальність плавання                                                          | 4000 миль (7400 км) на швидкості 10 вузлів (надводна) 82 милі (152 км) на швидкості 5 вузлів (підводна) | 4000 миль (7400 км) на швидкості 10 вузлів (надводна) 82 милі (152 км) на швидкості 5 вузлів (підводна) |
| Автономність плавання                                                       | 30 діб                                                                                                  | 30 діб                                                                                                  |
| Екіпаж                                                                      | 41 офіцер та матрос                                                                                     | 41 офіцер та матрос                                                                                     |
| Розміри                                                                     | | |
| Довжина найбільша (по КВЛ)                                                  | 63,4 м                                                                                                  | 63,4 м                                                                                                  |
| Ширина корпусу найб.                                                        | 6,4 м                                                                                                   | 6,4 м                                                                                                   |
| Середня осадка (по КВЛ)                                                     | 4,24 м                                                                                                  | 4,24 м                                                                                                  |
| Водотоннажність надводна                                                    | 630 т                                                                                                   | 630 т                                                                                                   |
| Водотоннажність підводна                                                    | 798 т                                                                                                   | 798 т                                                                                                   |
| Силова установка                                                            | | |
| Дизель-електрична: 2 × дизельних двигуни Schneider-Carel 2 × електродвигуни | | |
| Гвинти                                                                      | 2 | 2 |
| Потужність                                                                  | 1300 к.с. (дизелі) 1000 к. с. (електродвигуни)                                                          | 1300 к.с. (дизелі) 1000 к. с. (електродвигуни)                                                          |
| Озброєння                                                                   | | |
| Артилерія                                                                   | 1 × 75-мм гармата modèle 1897                                                                           | 1 × 75-мм гармата modèle 1897                                                                           |
| Торпедно- мінне озброєння                                                   | 6 × 550-мм торпедних апаратів 2 × 400-мм ТА 13 торпед                                                   | 6 × 550-мм торпедних апаратів 2 × 400-мм ТА 13 торпед                                                   |
| ППО                                                                         | 1 × 13,2-мм великокаліберний кулемет M1929                                                              | 1 × 13,2-мм великокаліберний кулемет M1929                                                              |

«Аргонот» (фр. Argonaute (NN6) — військовий корабель, дизель-електричний прибережний підводний човен 600-тонної серії, головний у своєму типі, ВМС Франції за часів Другої світової війни. «Аргонот» був закладений 19 грудня 1927 року на верфі компанії Chantiers Schneider et Cie у Шалон-сюр-Соні. 23 травня 1929 року він був спущений на воду, а 1 червня 1932 року увійшов до складу ВМС Франції.

## Історія служби
З 1939 по 1940 рік «Аргонот» служив у навігаційній школі французького флоту. Під час служби там Друга світова війна почалася вторгненням нацистської Німеччини до Польщі 1 вересня 1939 року, а 3 вересня 1939 року Франція вступила у війну. 10 травня 1940 року почалася битва за Францію, а 10 червня 1940 року Італія оголосила війну Франції та приєдналася до вторгнення. Битва за Францію завершилася поразкою Франції та підписанням 22 червня 1940 року перемир'я з Німеччиною та Італією. Коли перемир'я набуло чинності 25 червня 1940 року, «Аргонот» базувався в Тулоні у складі 19-ї дивізії підводних човнів разом з підводними човнами «Галаті», «Наяд» і «Сирен».
Після перемир'я в червні 1940 року «Аргонот» служив у військово-морських силах Франції Віші. Згідно з умовами перемир'я 17 грудня 1940 року його передали під охорону без зброї та без палива разом з підводними човнами «Архімед», «Аурор», «Ла Вестале», «Султан», «Аретуз», «Ореад» і «Псифі».
У червні 1941 року «Аргонот» було відновлено та повернуто до сил флоту. До грудня 1941 року він базувався в Орані у Французькому Алжирі у складі 12-ї дивізії підводних човнів разом з підводним човном «Діан».
8 листопада 1942 року війська союзників висадилися у Французькій Північній Африці в ході операції «Смолоскип». О 02:50 того ранку «Аргонавт» і підводні човни «Актеон» і «Френель» 5-ї дивізії підводних човнів отримали наказ вирушити на перехоплення ворожих сил, щоб протистояти вторгненню. «Аргонот» вийшов о 03:15. Прямуючи на схід від Орана, він помітив британський авіаносець «Ф'юріос» у другій половині дня 8 листопада. Перш ніж французький човен встиг атакувати «Ф'юріос», британський есмінець «Акейтіз» побачив субмарину о 15:17. Або «Акейтіз», або есмінець «Весткотт» або обидва потопили «Аргонот» о 15:31 із загибеллю всього екіпажу з 43 осіб. Велика кількість уламків піднялася на поверхню після затоплення.